# ماركوس فيبسانيوس أغريبا
ماركوس فيبسانيوس أغريبا (باللاتينية: Marcus Vipsanius Agrippa) (ولد حوالي 63 قبل الميلاد - توفي 12 قبل الميلاد) هو قائد عسكري وسياسي روماني. ساهم في تحقيق النصر على ماركوس أنطونيوس وكليوباترا في معركة أكتيوم عام 31 قبل الميلاد.
اُعتبر ماركوس فيبسانيوس أغريبا بمثابة الرجل الثاني في عهد الإمبراطور الروماني أوغسطوس قيصر (والذي كان يُعرف باسم أكتافيوس)، وقد جمعت بين الرجلين صداقة قوية، كما تزوج أغريبا من ابنة أوغسطوس، جوليا الكبرى. وقد كان آغريبا هو المسؤول عن تحقيق معظم الانتصارات العسكرية التي شهدها عصر أوغسطوس. وكان من بين إنجازاته، إخماده لعدة ثورات، وإنشاؤه لعدد من المستعمرات، فضلا ً عن توليه حكم أجزاء مختلفة من الإمبراطورية.
أنجب أغريبا العديد من الأبناء، وقد كان من ذريته ابنته أغريبينا الكبرى وهي أم الإمبراطور كاليغولا، وأيضا ً أم أغريبينا الصغرى، والتي كانت بدورها زوجة الإمبراطور كلوديوس وأم الإمبراطور نيرون.
في العصور التالية، ظهرت شخصية ماركوس فيبسانيوس أغريبا في العديد من الأعمال الفنية والأدبية، منها الأفلام التي دارت حول كليوباترا، والمسلسلات التي تحدثت عن روما القديمة، وحتى في مسرحية أنطونيوس وكليوباترا، التي كتبها وليام شكسبير.